# London Gazette
London Gazette er den britiske pendant til Statstidende – dvs. et blad som udgives af den britiske regering, og indeholder alle officielle nyheder, som skal offentliggøres. 
London Gazette hævder at være den ældste overlevende engelske avis, og er vedvarende blevet udgivet siden 7. november 1665. Det samme hævdes af Stamford Mercury og The Journal fra Newcastle. Det er ikke en almindelig avis med generelle nyheder, og har ikke noget stort oplag. 
Udover London Gazette udgiver den britiske regering Edinburgh Gazette og Belfast Gazette, som udover informationer af interesse for hele riget også indeholder meddelelser af særlig skotsk og nordirsk betydning.
Tilsvarende indeholder London Gazette udover det fælles stof også meddelelser som har særlig betydning for England. 

## I dag
London Gazette udgives daglig undtagen på Bank Holidays. Der omtales blandt andet følgende: 
- Nye love fra det britiske og skotske parlament, som er blevet godkendt af dronningen.
- Meddelelse om udskrivning af valg til ledige pladser i Underhuset.
- Udnævnelser til visse offentlige stillinger
- Officersudnævnelser og forfremmelser i de væbnede styrker
- Selskaber og enkeltpersoners konkurs
- Tildeling af ordener og medaljer
- Navneændringer og ændringer af våbenskjolde
- Kongelige proklamationer og lignende.

London Gazette og i øjeblikket ved at blive overført til digitalt format tilbage fra 1752, og kan ses online.
London, Edinburgh og Belfast Gazette udgives af The Stationery Office.

## Historie
London Gazette blev først udgivet som Oxford Gazette den 7. november 1665. Karl 2. og det kongelig hof var flyttet til Oxford for at undgå pesten i London, og hoffolkene var uvillige til at røre eller læse aviser fra London af skræk for at blive smittede. Oxford Gazette blev udgivet af Henry Muddiman, og det første eksemplar bliver omtalt af Samuel Pepys i hans dagbog. Kongen vendte tilbage til London da epidemien var overstået, og det samme gjorde Gazette. Den første udgave i London var nr. 24, som blev udsendt den 5. februar 1666. Gazette var ikke en avis i moderne forstand. Den blev sendt ud til abonnenterne, men var ikke til salg til offentligheden i almindelighed. 
Hendes majestæts Stationery Office overtog udgivelsen af Gazette i 1889.

## Traditioner
- I krigstid er depecher fra de forskellige konflikter blevet offentliggjort i London Gazette. Folk der omtales, siges at have været omtalt i depecher. Når medlemmer af de væbnede styrker bliver forfremmet, og disse forfremmelser offentliggøres her, siges vedkommende at være blevet “gazetted”.

- At blive "gazetted" (eller have været "in the gazette") betød indimellem også at ens konkurserklæring var blevet offentliggjort.

- Frasen "gazetted fortune hunter" stammer formentlig også herfra. Meddelelser om forlovelser og ægteskaber blev tidligere også offentliggjort i Gazette.

## Gazetter i kolonierne
I en lang række tidligere britiske kolonier har man valgt at udgive gazette lignende publikationer. Det gælder: 
| - Bahamas - Barbados - Bechuanaland - British Columbia - Britisk Guyana - British Honduras - Britisk Ny Guinea - British South Africa Company - Britisk Østafrika og Uganda - Canada - Ceylon - Cypern - Dominica - Falklandsøerne - Fiji - Gambia - Gibraltar - Guldkysten - Grenada - Griqualand West - Hong Kong | - Indien - Jamaica - Kapkolonien - Kenya - Labuan - Lagos - Leeward Øerne - Nyasaland - Malta - Mauritius - Natal - Negeri Sembilan - New Brunswick - New South Wales - New Zealand - Newfoundland og Labrador - Northern Nigeria - North West Territories - Orange River Colony - Pahang - Perak | - Prince Edward Island - Queensland - Sabah - Selangor - Seychellerne - Sierra Leone - South Australia - Southern Nigeria - St. Christopher, Nevis og Anguilla - St. Helena - St. Lucia - Saint Vincent og Grenadinerne - Straits Settlements - Sungei Ujong - Tasmanien - Tobago - Transvaal - Trinidad og Tobago - Western Australia - Vancouver Island - Victoria |

## Eksterne links
- London, Edinburgh and Belfast Gazettes Arkiveret 20. april 2010 hos  Wayback Machine
- TSO (The Stationery Office)